# مدرسه (فیلم)
مدرسه فیلم درام افغان در سال ۲۰۱۳ که توسط اسد سکندر، دیانا سکندری و ثمینه رجب‌اف نوشته، تهیه و کارگردانی شده‌است. داستان فیلم در مورد خانواده افغان است که پس از جنگ به ایران مهاجرت کردند. این فیلم در ۶ جولای ۲۰۱۳ در کابل و ۱۴ اکتبر همان سال در بمبئی منتشر شد.